# Stephen van Haestregt
Stephen van Haestregt (né le 12 septembre 1972 à Westdorpe en Zélande) a été entre 2001 et avril 2010, le Batteur du groupe néerlandais Within Temptation; Remplaçant ainsi l'ancien batteur, Ivar de Graaf [1999-2001].
Il a produit l'album « Mother Earth » et composé le single « Time », sorti en novembre, qui fut bien classé dans le top néerlandais.
Il a annoncé qu'il quittait Within Temptation afin de se consacrer à sa famille et à son nouveau groupe, My Favorite Scar, dans un communiqué du 30 mars 2010 et a joué son dernier concert avec Within Temptation pendant le 2010 au Koningin Elisabethzaal d'Anvers le 29 avril. À sa demande, le groupe a joué pour cette occasion les chansons The Howling et The Truth Beneath The Rose, qui n'avaient pas été jouées lors du reste de la tournée aux Pays-Bas.